# Chương trình tạp kỹ Hàn Quốc
Chương trình tạp kỹ Hàn Quốc là một hình thức giải trí trên truyền hình tại Hàn Quốc. Các chương trình tạp kỹ được phát triển ở châu Âu và Hoa Kỳ vào thế kỷ 19, sau đó chuyển đổi từ sân khấu sang truyền hình vào thế kỷ 20. Ở vào cuối thế kỷ 20 sang thế kỷ 21, dòng chương trình tạp kỹ đã giảm bớt độ phủ sóng tại châu Âu và Mỹ. Định dạng chương trình này được xuất khẩu sang châu Á và trở nên phổ biến tại Hàn Quốc. Hiện tại đó là một phần quan trọng không thể thiếu của hình thức truyền hình giải trí Hàn Quốc. Trong đó thường bao gồm đa dạng các trò biểu diễn nguy hiểm, các màn trình diễn, kịch ngắn trào phúng, cuộc thi đố, hoạt động hài kịch, v.v... Những người nổi tiếng và thần tượng K-pop cũng thường xuyên xuất hiện trên các chương trình tạp kỹ của Hàn Quốc.